# Les Maniaques
Pour les articles homonymes, voir Le Maniaque.
Pour plus de détails, voir Fiche technique et Distribution.
Les Maniaques (I maniaci) est une comédie à l'italienne à sketches réalisée par Lucio Fulci et sortie en 1964.

## Synopsis
Le film se compose de treize épisodes, dont certains sont très courts, consacrés aux « manies » concernant entre autres les objets anciens, le strip-tease, les lettres de change, les sports, la littérature, la politique. Ces thèmes servent de prétexte à la satire ou à la blague humoristique.

### L'elaborazione
Un corbillard est bricolé par un mécanicien habile afin qu'il puisse atteindre des vitesses élevées.

### Lo sport
Un chef de bureau est contraint, à la suite d'un pari perdu, de prostituer sa femme ; celle-ci rencontrera un subordonné de son mari qui fera payer cher son silence.

### Il sorpasso
Un automobiliste appuie de plus en plus fort sur l'accélérateur pour ne pas être dépassé, jusqu'à ce qu'il se rende compte qu'il est sur une route à côté de l'aéroport, et que ce qui le dépasse est un avion à réaction en train de décoller.

### L'hobby
Deux femmes, l'une épouse, l'autre maîtresse d'un industriel, soupçonnent, au vu de ses absences injustifiées, la présence d'une troisième femme. En réalité, l'homme, beaucoup plus candide, s'adonne à des matchs de football amateur.

### I consigli
Deux époux dans une voiture se disputent sur leur style de conduite et finissent par entrer en collision avec un camion.

### La protesta
Deux amis continuent à se plaindre de diverses questions politiques, d'abord pour la période fasciste, puis avec la même dialectique d'aliénation politique à l'époque contemporaine.

### Il pezzo antico
Un mari et une femme parcourent la campagne à la recherche d'antiquités : ils aboutissent dans un couvent, où ils achètent de nombreux objets anciens qui s'avèrent finalement être des articles produits en série par un fabricant de meubles local.

### La parolaccia
L'écrivain Ilario Baietti, dans une tentative de succès auprès de ses lecteurs, demande des conseils pour mieux écrire au célèbre Castelli (qui rappelle beaucoup Alberto Moravia dans les thèmes de ses romans), un écrivain célèbre pour avoir écrit quelques grands classiques de la littérature italienne transgressive, mais qui a été désavoué par Castelli lui-même au cours d'une conférence.

### Lo strip
Un habitué des boîtes de nuit à la mode, une fois chez lui, adopte le même style que les strip-teaseuses pour se déshabiller.

### Le interviste
Un ministre répète toujours la même réponse à chaque question d'un journaliste : « Nous avons fait en sorte qu'une commission soit nommée... dans le cadre d'un idéal de justice de plus en plus grand ».

### L'autostop
Un chauffeur lombard prend dans sa voiture un émigré sicilien ; les préjugés des uns et des autres les conduisent à se fuir l'un l'autre en abandonnant la voiture.

### La cambiale
Deux couples mariés s'affrontent dans l'achat de divers biens avec des lettres de change. Ils atteignent la vieillesse et s'endettent même pour les funérailles.

### La comica finale - Il week-end
Deux cambrioleurs, qui tentent de dévaliser un appartement, assistent involontairement aux rencontres clandestines de la femme de chambre avec un militaire et du propriétaire avec sa maîtresse.

## Fiche technique
- Titre français : Les Maniaques[1]
- Titre original : I maniaci
- Réalisation : Lucio Fulci
- Sujet : Castellano et Pipolo
- Scénario : Castellano et Pipolo, Vittorio Vighi, Mario Guerra, Lucio Fulci
- Producteur : Giancarlo Marchetti pour Cineproduzioni Hesperia
- Distribution : (Italie) Astoria (1964)
- Photographie : Riccardo Pallottini (it)
- Montage : Ornella Micheli
- Musique : Ennio Morricone et Carlo Rustichelli
- Décors : Aurelio Crugnola (it) et Riccardo Domenici (it)
- Pays de production :  Espagne  Italie
- Langue de tournage : italien
- Format : Noir et blanc
- Genre : comédie à l'italienne à sketches
- Durée : 90 minutes
- Date de sortie :
  - Italie : 28 mars 1964 (Rome)
  - Espagne : 18 avril 1965

## Distribution
- Walter Chiari : Sicilien/Conducteur/Pasquale Taddei/Client de la discothèque
- Enrico Maria Salerno : Castelli
- Barbara Steele : Barbara/signora Brugnoli
- Raimondo Vianello : Brugnoli/Giulio Errani/Paolo/Micozzi
- Gaia Germani : Carla
- Umberto D'Orsi : Ilario Baietti/prêtre/chauffeur
- Sandra Mondaini : épouse
- Franco Fabrizi : L'employé insolent
- Aroldo Tieri : Bonfanti/Mario
- Ingrid Schoeller : épouse de Bonfanti
- Lisa Gastoni : épouse du superviseur
- Margaret Lee : Rosalinda
- Franco Franchi : Franco
- Ciccio Ingrassia : Ciccio
- Franca Valeri : épouse
- Vittorio Caprioli : mari
- Ugo Fangareggi : militaire
- Mary Arden : fille blonde à la surprise party
- Edy Biagetti : Biagetti
- Alicia Brandet (it) : Rosetta, femme de chambre
- Salvo Libassi (it) : employé de bureau